# Bongabon
Bongabon ist eine philippinische Stadtgemeinde in der Provinz Nueva Ecija.
Bongabon ist führender Zwiebelproduzent in den Philippinen und in Südostasien.
Jedes Baranggay in Bongabon hat eine eigene Fiesta. Das in ganz Bongabon gefeierte Sibuyasan Onion Festival findet jährlich in der ersten und zweiten Woche im April statt.

## Baranggays
Bongabon ist politisch unterteilt in 28 Baranggays.
| - Commercial - Kaingin - Magtanggo - Mantile - Palomaria - Rizal - Sampalucan - San Roque - Sinipit - Sisilang - Social - Tulay na Bato (New Era) | Rural area - Antipolo - Ariendo - Bantug - Calaanan - Cruz - Curva - Digmala - Larcon - Labi - Lusok - Macabaclay - Olivete - Pesa - Santor - Tugatog - Vega Grande |

## Geschichte
Missionare des Augustinerordens die in Pampanga den Katholizismus predigten, weiteten ihre Vorposten in das Gebiet der heutigen Provinz Nueva Ecija aus, indem sie dem Fluss Pampanga folgten. 1659 wurde in der Folge Santol (das heutige Baranggay Santor) gegründet. 1760 wurde Bongabon eine selbstständige Stadt- und Kirchengemeinde und Franz von Assisi zum Ortsheiligen erklärt.
Bongabon war die erste Hauptstadt der Provinz Nueva Ecija.